# سان ویسنه ده چوکوری
سان ویسنه ده چوکوری (به اسپانیایی: San Vicente de Chucurí) یک سکونتگاه مسکونی در کلمبیا است که در بخش سانتاندر واقع شده‌است.